# Fuente Vaqueros

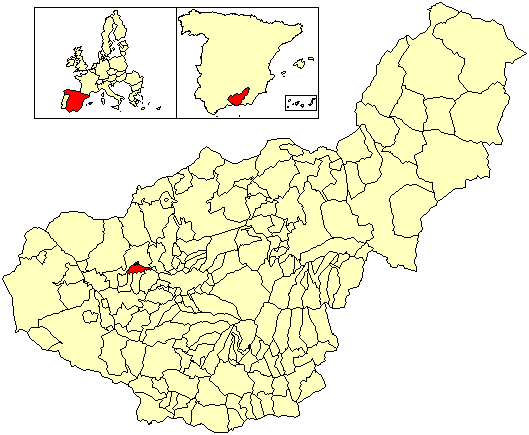
Fuente Vaqueros

Fuente Vaqueros este un municipiu din Spania, situat în provincia Granada din comunitatea autonomă Andaluzia. Are o populație de 4.327 de locuitori.